# Maria Dolorosa (Hagenhausen)

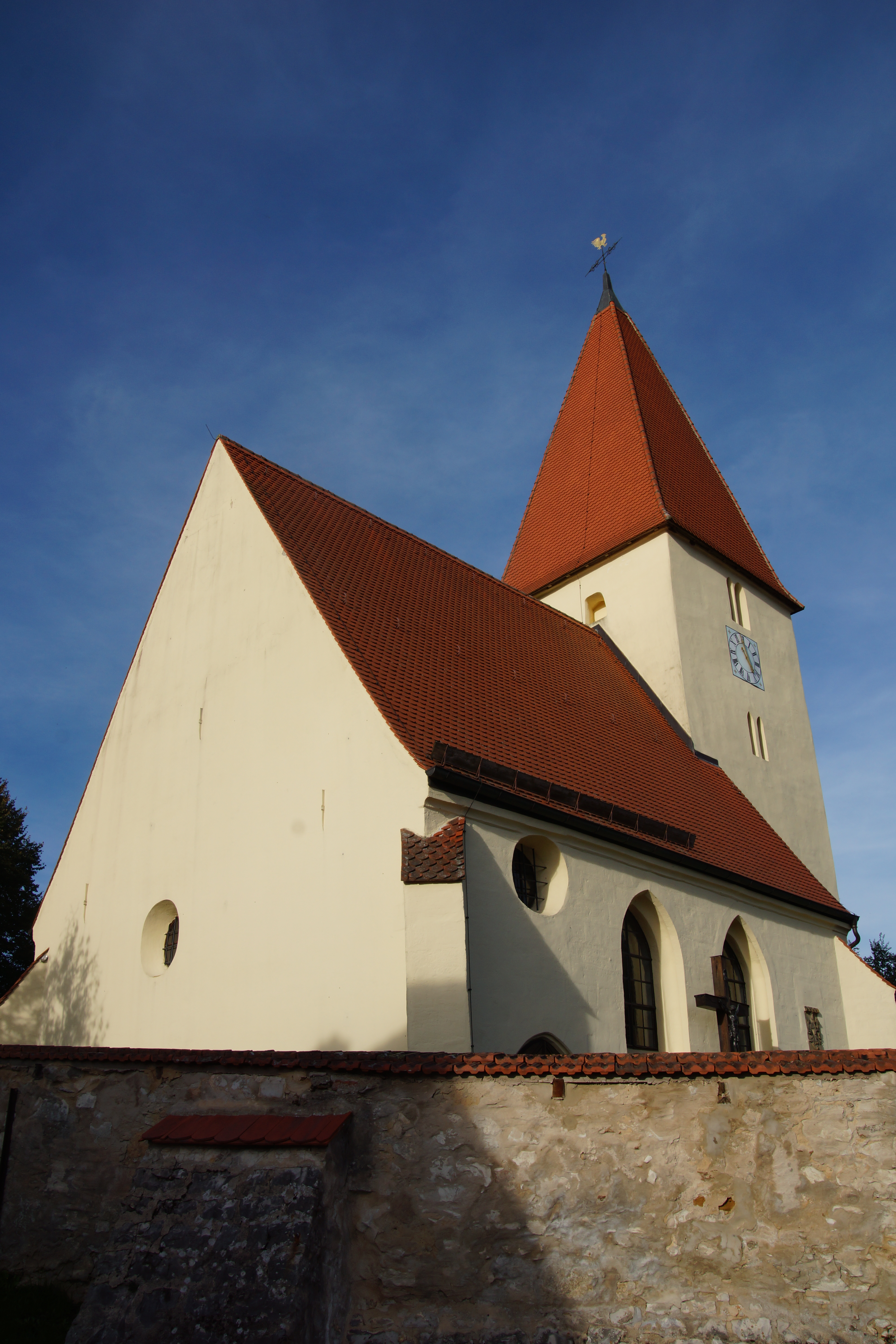
Maria Dolorosa (Hagenhausen)

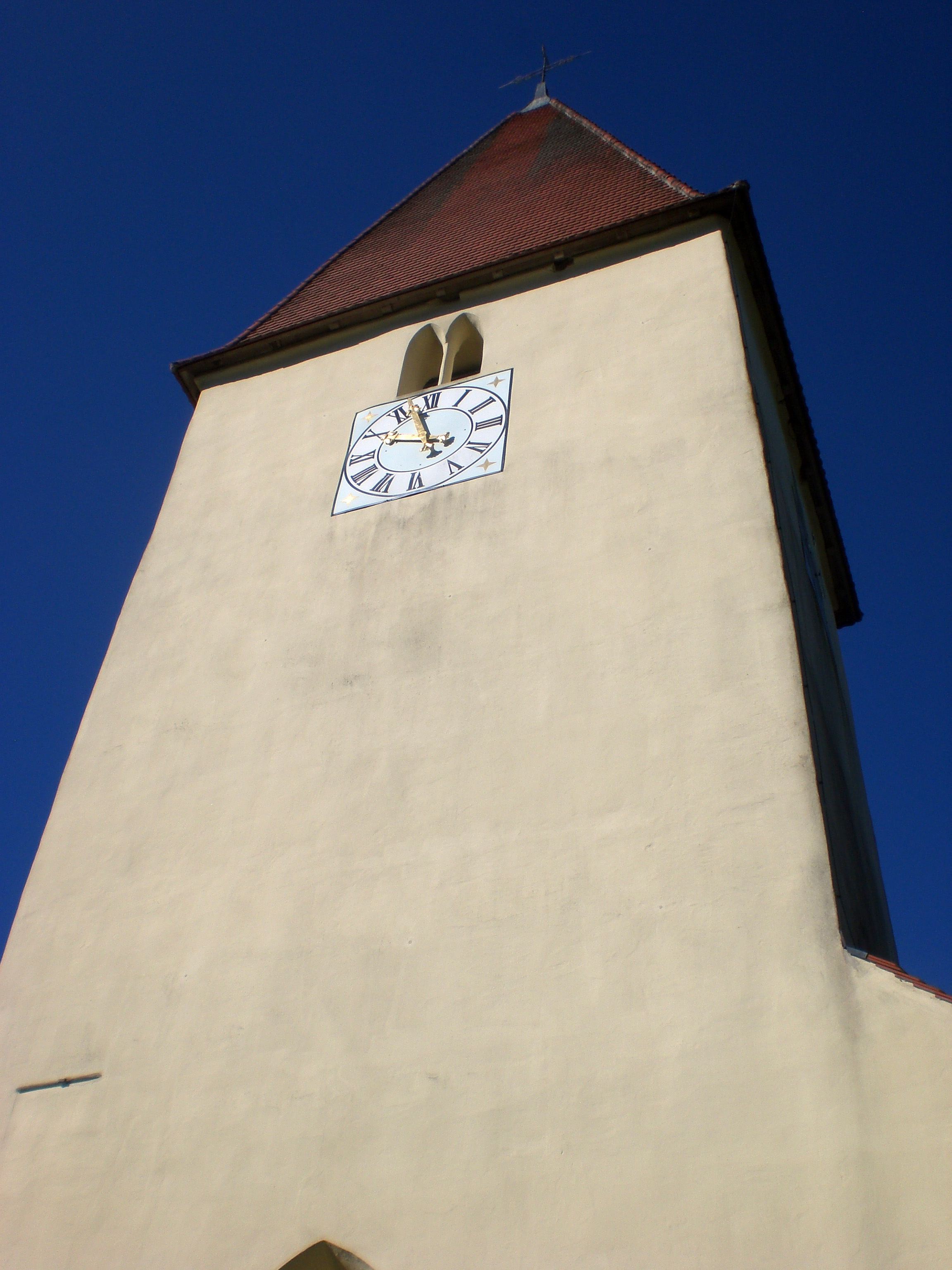
Der Chorturm (2023)

Die römisch-katholische, denkmalgeschützte Filialkirche St. Maria Dolorosa steht in Hagenhausen, einem Gemeindeteil der Stadt Altdorf bei Nürnberg im Landkreis Nürnberger Land (Mittelfranken, Bayern). Das Bauwerk ist unter der Denkmalnummer D-5-74-112-160 als Baudenkmal in der Bayerischen Denkmalliste eingetragen. Die Kirche gehört zur Heiligsten Dreifaltigkeit im Pfarrverband Altdorf im Dekanat Nürnberg-Süd des Bistums Eichstätt.

## Beschreibung
Der Chorturm wurde im 13./14. Jahrhundert gebaut. Er wurde in der ersten Hälfte des 15. Jahrhunderts zur Unterbringung der Turmuhr und des Glockenstuhls aufgestockt und mit einem Pyramidendach bedeckt. Das an ihn angebaute Langhaus, das mit einem Satteldach bedeckt ist, wurde 1660 erneuert und erweitert. Der Innenraum des Chors, d. h. das Erdgeschoss des Chorturms, ist mit einem Kreuzrippengewölbe überspannt, der des Langhauses mit einer Flachdecke. Zur Kirchenausstattung gehört ein um 1750/60 gebauter Altar, der mit vier Säulen gegliedert ist. In der Mitte befindet sich ein Gnadenbild mit einer Pietà von 1370/80. Die Orgel auf der Empore hat sechs Register, ein Manual und Pedal und wurde 1891 von Joseph Bittner gebaut.

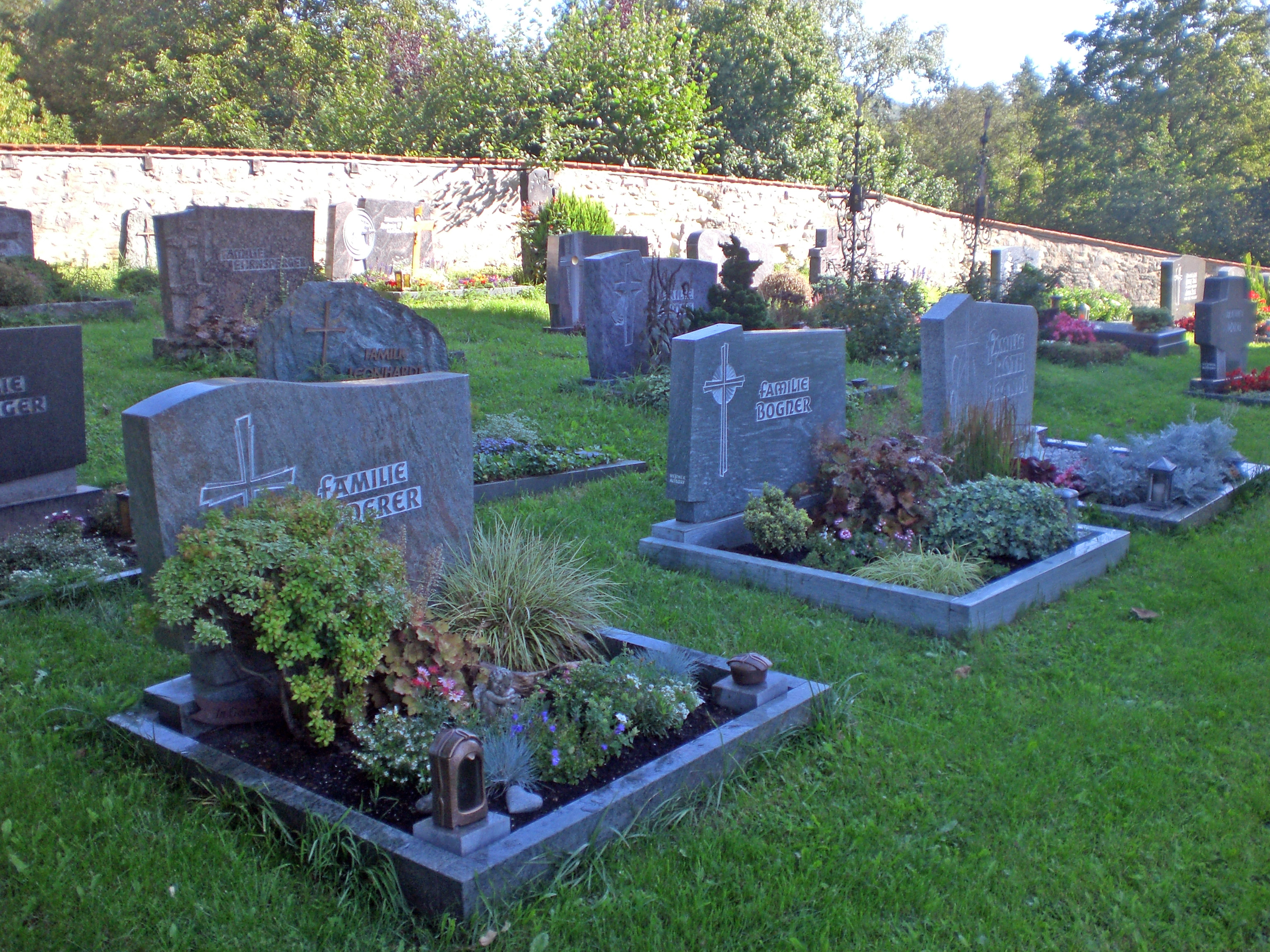
Friedhof Hagenhausen (2023)

Die Kirche ist von einer denkmalgeschützten Friedhofsmauer umschlossen.